# 黃肱蛺蝶屬
黃肱蛺蝶屬（學名：Colobura）是蛺蝶亞科蛺蝶族中的一個屬，物種分佈於中、南美洲和安第斯山脈。此屬曾長時間被見作單型屬，然候Willmott et al. (2001)指除了黃肱蛺蝶還有一個新物種Colobura annulata。

## 物種
- 黃肱蛺蝶 Colobura dirce
- Colobura annulata